# Маленькая трилогия
«Маленькая трилогия» — цикл, состоящий из трёх рассказов русского писателя Антона Павловича Чехова, написанных в 1898 году.

## Состав трилогии
Всю трилогию объединяют три героя-рассказчика, товарищи по охоте: Буркин, Иван Иванович и Алёхин, — причём каждый из героев рассказывает одну из трёх историй.

### «Человек в футляре» («Русская мысль»,1898, № 7)
«Человек в футляре» открывает трилогию. Здесь наиболее ярко и открыто выражена тема «футлярной жизни». Образ Беликова во многом гротескный, а название во многом задаёт тон и тему всему циклу. Эту историю мы слышим от Буркина — сослуживца Беликова.

### «Крыжовник» («Русская мысль»,1898, № 8)
«Крыжовник» — второй рассказ трилогии, тема «футлярности» присутствует в нём в более тонком виде, чем в первом рассказе. В этот раз Иван Иванович Чимша-Гималайский повествует историю жизни своего брата Николая.

### «О любви» («Русская мысль»,1898, № 9[1])
«О любви» — последний рассказ трилогии. В нём основная тема трилогии звучит наиболее тонко. Как видно из названия, это история о любви: историю своих отношений с Анной Алексеевной Луганович рассказывает Алёхин.

По замыслу Чехова, рассказы не должны были составлять трилогию: писатель планировал создать целую серию рассказов о «футлярной жизни». Но после работы над тремя рассказами Чехов был утомлён и разочарован, он писал:
Не хочется писать и пишешь так, точно ешь постное на шестой неделе поста
В начале осени работать писателю помешала болезнь, а в ноябре он начал работу уже над другими произведениями.
Само название — «Маленькая трилогия» — произведениям дал не сам автор, а исследователи его творчества, окончательно объединившие эти три произведения.

## Критики о трилогии
Вся трилогия была высоко оценена критиками. Измайлов отметил положительные изменения в творчестве Чехова.
Богданович писал о трилогии, что хоть между тремя рассказами нет явной связи, в ней «обрисовывается среда, где властвует человек в футляре». По мнению Скабичевского, чеховские рассказы выступают против популярного в конце XIX века понятия «среда заела» и говорят о том, что среду эту создают сами люди своим бездействием, боязнью чего-то нового, своей «футлярностью».
…виновата не какая-то людоедка-среда, а именно безыдейность жизни, отсутствие в ней всяких разумных и широких целей, искание мнимого счастья в какой-нибудь узенькой, ничего не стоящей, эгоистичной задачке и пугливый отказ от мало-мальски решительного, рискованного шага к достижению более высоких целей и более захватывающего светлого беззаботного счастия.